# Kuyular, Hani
Kuyular là một xã thuộc huyện Hani, tỉnh Diyarbakır, Thổ Nhĩ Kỳ. Dân số thời điểm năm 2008 là 3.458 người.